# Vlkoš, Hodonín
Vlkoš là một làng thuộc huyện Hodonín, vùng Jihomoravský, Cộng hòa Séc.